# Saint-Benoît-de-Carmaux
Pour les articles homonymes, voir Saint-Benoît.
Saint-Benoît-de-Carmaux, connu sous la Révolution sous le nom de La Montagne, est une commune française du sud-ouest du pays, située dans le département du Tarn, en région Occitanie. Elle fait partie de l'unité urbaine de Carmaux. Sur le plan historique et culturel, la commune est dans le Ségala, un territoire s'étendant sur les départements du Tarn et de l'Aveyron, constitué de longs plateaux schisteux, morcelés d'étroites vallées.
Exposée à un climat océanique altéré, elle est drainée par le Cérou et par un autre cours d'eau.
Saint-Benoît-de-Carmaux est une commune urbaine qui compte 2 059 habitants en 2022. Elle est dans l'agglomération de Carmaux et fait partie de l'aire d'attraction d'Albi. Ses habitants sont appelés les Bénédictins ou  Bénédictines.

## Géographie

### Localisation
Commune de l'agglomération de Carmaux, Saint-Benoît-de-Carmaux est une commune de l'extrême sud de la région naturelle du Ségala, frontalière de l'Albigeois. À moins de 2 km à l'ouest de Carmaux, et à 17 km au nord d'Albi, elle est également à une heure de route de Toulouse.

### Communes limitrophes
Les communes limitrophes sont  Blaye-les-Mines, Carmaux, Combefa, Labastide-Gabausse et Monestiés.
|                    | Monestiés               |         |
| Combefa            | Saint-Benoît-de-Carmaux | Carmaux |
| Labastide-Gabausse | Blaye-les-Mines         |         |

### Géologie et relief
La superficie de la commune est de 449 hectares ; son altitude varie de 217  à   330 mètres.

### Hydrographie
La commune est dans le bassin de la Garonne, au sein du bassin hydrographique Adour-Garonne. Elle est drainée par le Cérou et le Rieysses, qui constituent un réseau hydrographique de 3 km de longueur totale,.
Le Cérou, d'une longueur totale de 87,1 km, prend sa source dans la commune de Saint-Jean-Delnous et s'écoule d'est en ouest. Il traverse la commune et se jette dans l'Aveyron à Varen, après avoir traversé 23 communes.

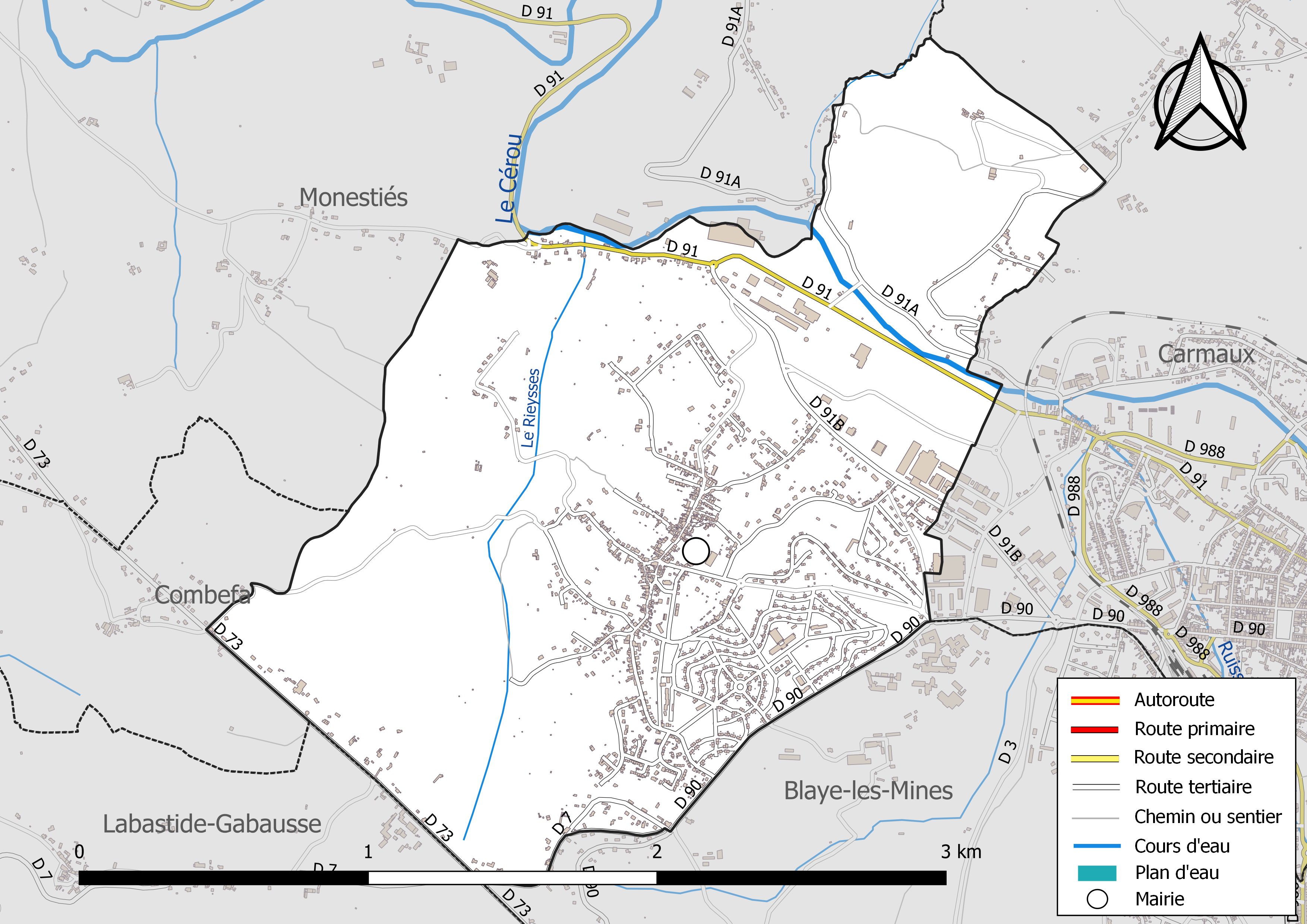
Réseaux hydrographique et routier de Saint-Benoît-de-Carmaux.

### Climat
Pour des articles plus généraux, voir Climat de l'Occitanie et Climat du Tarn.
En 2010, le climat de la commune est de type climat océanique altéré, selon une étude du Centre national de la recherche scientifique s'appuyant sur une série de données couvrant la période 1971-2000. En 2020, Météo-France publie une typologie des climats de la France métropolitaine dans laquelle la commune est toujours exposée à un climat océanique altéré et est dans une zone de transition entre les régions climatiques « Aquitaine, Gascogne » et « Sud-est du Massif Central ».
Pour la période 1971-2000, la température annuelle moyenne est de 12,7 °C, avec une amplitude thermique annuelle de 15,9 °C. Le cumul annuel moyen de précipitations est de 887 mm, avec 10,5 jours de précipitations en janvier et 6,3 jours en juillet. Pour la période 1991-2020, la température moyenne annuelle observée sur la station météorologique de Météo-France la plus proche, « Albi », sur la commune du Sequestre à 15 km à vol d'oiseau, est de 13,8 °C et le cumul annuel moyen de précipitations est de 733,9 mm. 
La température maximale relevée sur cette station est de 42,3 °C, atteinte le 23 août 2023 ; la température minimale est de −20,4 °C, atteinte le 16 janvier 1985,,.
Les paramètres climatiques de la commune ont été estimés pour le milieu du siècle (2041-2070) selon différents scénarios d'émission de gaz à effet de serre à partir des nouvelles projections climatiques de référence DRIAS-2020. Ils sont consultables sur un site dédié publié par Météo-France en novembre 2022.

### Milieux naturels et biodiversité
Aucun espace naturel présentant un intérêt patrimonial n'est recensé sur la commune dans l'inventaire national du patrimoine naturel,,.

## Urbanisme

### Typologie
Au 1er janvier 2024, Saint-Benoît-de-Carmaux est catégorisée petite ville, selon la nouvelle grille communale de densité à sept niveaux définie par l'Insee en 2022.
Elle appartient à l'unité urbaine de Carmaux, une agglomération intra-départementale regroupant sept  communes, dont elle est une commune de la banlieue,,. Par ailleurs la commune fait partie de l'aire d'attraction d'Albi, dont elle est une commune de la couronne,. Cette aire, qui regroupe 91 communes, est catégorisée dans les aires de 50 000 à moins de 200 000 habitants,.

### Occupation des sols
L'occupation des sols de la commune, telle qu'elle ressort de la base de données européenne d’occupation biophysique des sols Corine Land Cover (CLC), est marquée par l'importance des territoires agricoles (60,9 % en 2018), en diminution par rapport à 1990 (65,3 %). La répartition détaillée en 2018 est la suivante : 
zones agricoles hétérogènes (39,4 %), zones urbanisées (27,9 %), terres arables (13 %), zones industrielles ou commerciales et réseaux de communication (11,2 %), prairies (8,5 %). L'évolution de l’occupation des sols de la commune et de ses infrastructures peut être observée sur les différentes représentations cartographiques du territoire : la carte de Cassini (XVIIIe siècle), la carte d'état-major (1820-1866) et les cartes ou photos aériennes de l'IGN pour la période actuelle (1950 à aujourd'hui).

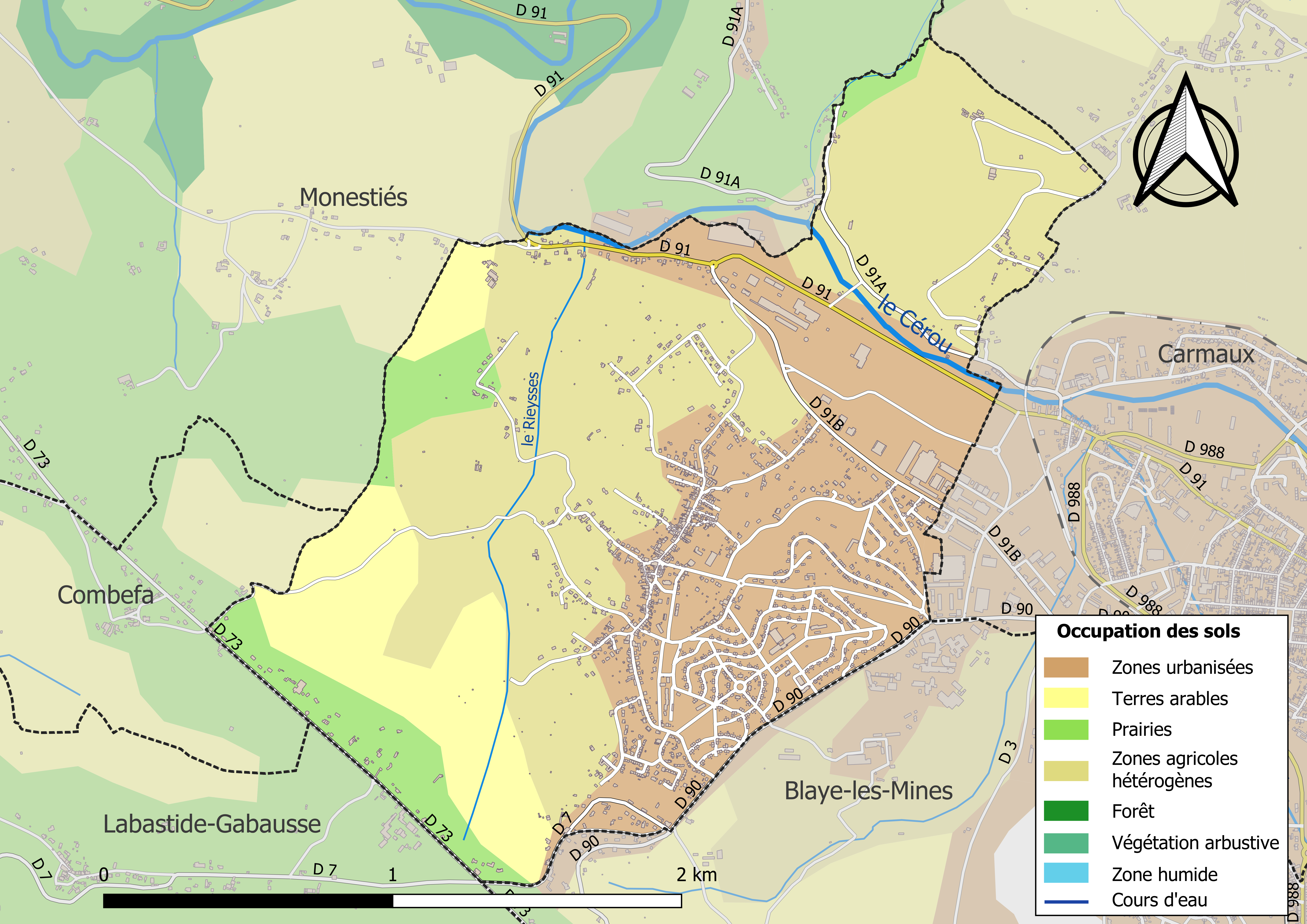
Carte des infrastructures et de l'occupation des sols de la commune en 2018 (CLC).

### Risques majeurs
Le territoire de la commune de Saint-Benoît-de-Carmaux est vulnérable à différents aléas naturels : météorologiques (tempête, orage, neige, grand froid, canicule ou sécheresse), inondations, mouvements de terrains et séisme (sismicité très faible). Il est également exposé à deux risques technologiques, le transport de matières dangereuses et la rupture d'un barrage, et à deux risques particuliers : le risque minier et le risque de radon. Un site publié par le BRGM permet d'évaluer simplement et rapidement les risques d'un bien localisé soit par son adresse soit par le numéro de sa parcelle.

#### Risques naturels
Certaines parties du territoire communal sont susceptibles d’être affectées par le risque d’inondation par débordement de cours d'eau, notamment le Cérou. La cartographie des zones inondables en ex-Midi-Pyrénées réalisée dans le cadre du XIe Contrat de plan État-région, visant à informer les citoyens et les décideurs sur le risque d’inondation, est accessible sur le site de la DREAL Occitanie. La commune a été reconnue en état de catastrophe naturelle au titre des dommages causés par les inondations et coulées de boue survenues en 1982, 2003, 2005 et 2011,.
Saint-Benoît-de-Carmaux est exposée au risque de feu de forêt. En 2022, il n'existe pas de Plan de Prévention des Risques incendie de forêt (PPRif). Le débroussaillement aux abords des maisons constitue l’une des meilleures protections pour les particuliers contre le feu,.

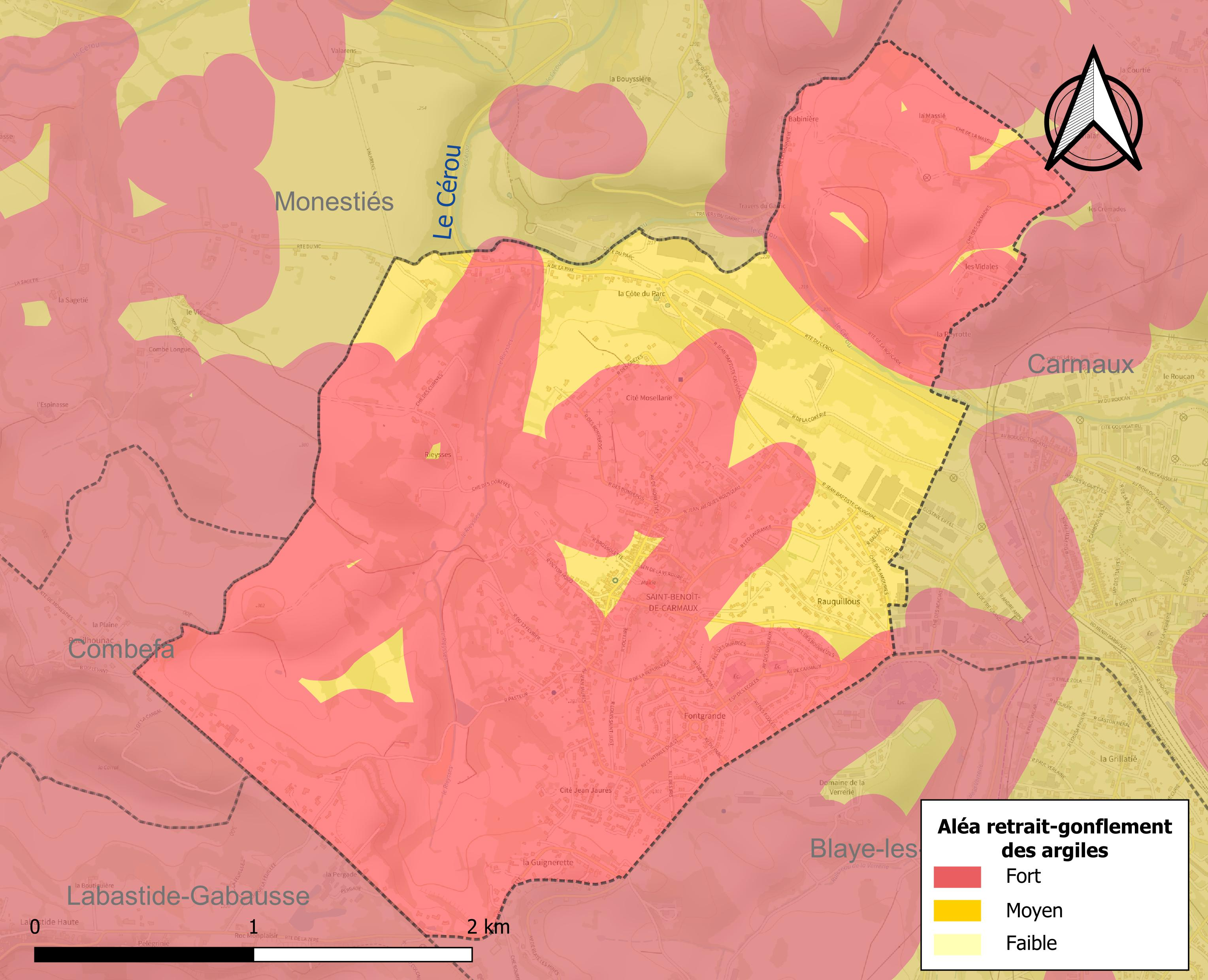
Carte des zones d'aléa retrait-gonflement des sols argileux de Saint-Benoît-de-Carmaux.

Les mouvements de terrains susceptibles de se produire sur la commune sont des mouvements de sols liés à la présence d'argile et des effondrements généralisés de terrains miniers.
Le retrait-gonflement des sols argileux est susceptible d'engendrer des dommages importants aux bâtiments en cas d’alternance de périodes de sécheresse et de pluie. La totalité de la commune est en aléa moyen ou fort (76,3 % au niveau départemental et 48,5 % au niveau national). Sur les 1 042 bâtiments dénombrés sur la commune en 2019, 1 042 sont en aléa moyen ou fort, soit 100 %, à comparer aux 90 % au niveau départemental et 54 % au niveau national. Une cartographie de l'exposition du territoire national au retrait gonflement des sols argileux est disponible sur le site du BRGM,.
Par ailleurs, afin de mieux appréhender le risque d’affaissement de terrain, l'inventaire national des cavités souterraines permet de localiser celles situées sur la commune.

#### Risques technologiques
Le risque de transport de matières dangereuses sur la commune est lié à sa traversée par des infrastructures routières ou ferroviaires importantes ou la présence d'une canalisation de transport d'hydrocarbures. Un accident se produisant sur de telles infrastructures est susceptible d’avoir des effets graves sur les biens, les personnes ou l'environnement, selon la nature du matériau transporté. Des dispositions d’urbanisme peuvent être préconisées en conséquence.
La commune est en outre située en aval d'un barrage de classe A. À ce titre elle est susceptible d’être touchée par l’onde de submersion consécutive à la rupture de cet ouvrage.

#### Risque particulier
Le bassin houiller de Carmaux est le plus ancien bassin minier de France avec un début d’exploitation rationnelle en 1752 qui a pris fin en 1997 (250 ans d’activité) après un lent déclin amorcé dans les années 1970. La commune est ainsi concernée par le risque minier, principalement lié à l’évolution des cavités souterraines laissées à l’abandon et sans entretien après l’exploitation des mines.
Dans plusieurs parties du territoire national, le radon, accumulé dans certains logements ou autres locaux, peut constituer une source significative d’exposition de la population aux rayonnements ionisants. Certaines communes du département sont concernées par le risque radon à un niveau plus ou moins élevé. Selon la classification de 2018, la commune de Saint-Benoît-de-Carmaux est classée en zone 3, à savoir zone à potentiel radon significatif.

## Histoire

### Héraldique
| Saint-Benoît-de-Carmaux | Son blasonnement est : Palé de gueules et d'argent de six pièces. |

## Politique et administration

### Liste des maires
| Période                                  | Période                  | Identité             | Étiquette | Qualité |
| ---------------------------------------- | ------------------------ | -------------------- | --------- | --- |
| 1944                                     | 1969                     | Ludovic Larroque     | SFIO      | Ouvrier mineur puis chaudronnier Conseiller général du canton de Carmaux (1945 → 1958 puis 1964 → 1970)                   |
| 1969                                     | 5 janvier 1973 (décès)   | Jean Delfau          |           | |
| ?                                        | mars 1977                | Pierre Rodière       |           | |
| mars 1977                                | mars 1989                | Francine Boyer       | PCF       | Institutrice puis professeur                                                                                              |
| mars 1989                                | mars 1996                | Gonzalve Uribellaréa | PCF       | Ancien mineur |
| mars 1996                                | 27 juin 2009 (démission) | Serge Entraygues     | PCF       | Technicien verrier Conseiller général du canton de Carmaux-Nord (2001 → 2015)                                             |
| 27 juin 2009                             | 22 mars 2011 (décès)     | Gabriel Miranda      | PCF       | Ajusteur verrier 1er vice-président de la CC du Carmausin                                                                 |
| 26 mai 2011                              | En cours                 | Thierry San Andrès   | PCF       | Professeur de collège 6e vice-président de la CC Carmausin-Ségala (2014-2020), Secrétaire fédéral PCF du Tarn depuis 2023 |
| Les données manquantes sont à compléter. |                          |                      |           | |

## Démographie
L'évolution du nombre d'habitants est connue à travers les recensements de la population effectués dans la commune depuis 1793. Pour les communes de moins de 10 000 habitants, une enquête de recensement portant sur toute la population est réalisée tous les cinq ans, les populations de référence des années intermédiaires étant quant à elles estimées par interpolation ou extrapolation. Pour la commune, le premier recensement exhaustif entrant dans le cadre du nouveau dispositif a été réalisé en 2005.

En 2022, la commune comptait 2 059 habitants, en évolution de −4,32 % par rapport à 2016 (Tarn : +2,52 %, France hors Mayotte : +2,11 %).
| 1793 | 1800 | 1806 | 1821 | 1831 | 1836 | 1841 | 1846 | 1851 |
| ---- | ---- | ---- | ---- | ---- | ---- | ---- | ---- | ---- |
| 229  | 265  | 314  | 354  | 374  | 402  | 461  | 514  | 539  |

| 1856 | 1861 | 1866 | 1872 | 1876 | 1881  | 1886  | 1891  | 1896  |
| ---- | ---- | ---- | ---- | ---- | ----- | ----- | ----- | ----- |
| 599  | 650  | 821  | 786  | 942  | 1 049 | 1 152 | 1 241 | 1 329 |

| 1901  | 1906  | 1911  | 1921  | 1926  | 1931  | 1936  | 1946  | 1954  |
| ----- | ----- | ----- | ----- | ----- | ----- | ----- | ----- | ----- |
| 1 276 | 1 306 | 1 319 | 1 365 | 2 161 | 2 780 | 2 579 | 2 537 | 3 060 |

| 1962  | 1968  | 1975  | 1982  | 1990  | 1999  | 2005  | 2006  | 2010  |
| ----- | ----- | ----- | ----- | ----- | ----- | ----- | ----- | ----- |
| 3 910 | 3 579 | 3 171 | 2 745 | 2 431 | 2 265 | 2 143 | 2 137 | 2 152 |

| 2015  | 2020  | 2022  | - | - | - | - | - | - |
| ----- | ----- | ----- | - | - | - | - | - | - |
| 2 157 | 2 058 | 2 059 | - | - | - | - | - | - |

## Fiscalité locale
| Taxe                                                | Part communale | Part intercommunale | Part départementale | Part régionale |
| --------------------------------------------------- | -------------- | ------------------- | ------------------- | -------------- |
| Taxe d'habitation (TH)                              | 10,56 %        | 0,00 %              | 9,39 %              | 0,00 %         |
| Taxe foncière sur les propriétés bâties (TFPB)      | 29,73 %        | 0,00 %              | 20,42 %             | 4,72 %         |
| Taxe foncière sur les propriétés non bâties (TFPNB) | 84,24 %        | 0,00 %              | 68,37 %             | 11,23 %        |
| Taxe professionnelle (TP)                           | 00,00 %        | 20,03 %             | 16,17 %             | 4,12 %         |

La taxe professionnelle est perçue par la communauté de communes du Carmausin.

## Économie

### Revenus
En 2018, la commune compte 990 ménages fiscaux, regroupant 2 070 personnes. La médiane du revenu disponible par unité de consommation est de 18 050 € (20 400 € dans le département). 28 % des ménages fiscaux sont imposés (42,8 % dans le département).

### Emploi
|                | 2008  | 2013   | 2018   |
| -------------- | ----- | ------ | ------ |
| Commune        | 8,6 % | 13,4 % | 12,6 % |
| Département    | 8,2 % | 9,9 %  | 10 %   |
| France entière | 8,3 % | 10 %   | 10 %   |

En 2018, la population âgée de 15 à 64 ans s'élève à 1 222 personnes, parmi lesquelles on compte 67,6 % d'actifs (55 % ayant un emploi et 12,6 % de chômeurs) et 32,4 % d'inactifs,. Depuis 2008, le taux de chômage communal (au sens du recensement) des 15-64 ans est supérieur à celui de la France et du département.
La commune fait partie de la couronne de l'aire d'attraction d'Albi, du fait qu'au moins 15 % des actifs travaillent dans le pôle,. Elle compte 239 emplois en 2018, contre 282 en 2013 et 274 en 2008. Le nombre d'actifs ayant un emploi résidant dans la commune est de 680, soit un indicateur de concentration d'emploi de 35,1 % et un taux d'activité parmi les 15 ans ou plus de 46,9 %.
Sur ces 680 actifs de 15 ans ou plus ayant un emploi, 90 travaillent dans la commune, soit 13 % des habitants. Pour se rendre au travail, 89,2 % des habitants utilisent un véhicule personnel ou de fonction à quatre roues, 2 % les transports en commun, 6,5 % s'y rendent en deux-roues, à vélo ou à pied et 2,3 % n'ont pas besoin de transport (travail au domicile).

### Activités hors agriculture

#### Secteurs d'activités
75 établissements sont implantés  à Saint-Benoît-de-Carmaux au 31 décembre 2019. Le tableau ci-dessous en détaille le nombre par secteur d'activité et compare les ratios avec ceux du département,.
| Secteur d'activité                                                                                        | Commune | Commune | Département |
| Secteur d'activité                                                                                        | Nombre  | %       | %           |
| --- | ------- | ------- | ----------- |
| Ensemble                                                                                                  | 75      | 100 %   | (100 %)     |
| Industrie manufacturière, industries extractives et autres                                                | 10      | 13,3 %  | (13 %)      |
| Construction                                                                                              | 19      | 25,3 %  | (12,5 %)    |
| Commerce de gros et de détail, transports, hébergement et restauration                                    | 17      | 22,7 %  | (26,7 %)    |
| Information et communication                                                                              | 2       | 2,7 %   | (2,1 %)     |
| Activités financières et d'assurance                                                                      | 2       | 2,7 %   | (3,3 %)     |
| Activités immobilières                                                                                    | 2       | 2,7 %   | (4,2 %)     |
| Activités spécialisées, scientifiques et techniques et activités de services administratifs et de soutien | 14      | 18,7 %  | (13,8 %)    |
| Administration publique, enseignement, santé humaine et action sociale                                    | 5       | 6,7 %   | (15,5 %)    |
| Autres activités de services                                                                              | 4       | 5,3 %   | (9 %)       |

Le secteur de la construction est prépondérant sur la commune puisqu'il représente 25,3 % du nombre total d'établissements de la commune (19 sur les 75 entreprises implantées  à Saint-Benoît-de-Carmaux), contre 12,5 % au niveau départemental.

#### Entreprises et commerces
Les deux entreprises ayant leur siège social sur le territoire communal qui génèrent le plus de chiffre d'affaires en 2020 sont : 
- GF Auto, entretien et réparation de véhicules automobiles légers (137 k€)
- Leloup Climatisation, travaux d'installation d'équipements thermiques et de climatisation (131 k€)

### Agriculture
|               | 1988 | 2000 | 2010 | 2020 |
| ------------- | ---- | ---- | ---- | ---- |
| Exploitations | 10   | 4    | 2    | 3    |
| SAU (ha)      | 85   | 107  | 55   | 208  |

La commune est dans la « plaine de l'Albigeois et du Castrais », une petite région agricole occupant le centre du département du Tarn. En 2020, l'orientation technico-économique de l'agriculture  sur la commune est la polyculture et/ou le polyélevage. Trois exploitations agricoles ayant leur siège dans la commune sont dénombrées lors du recensement agricole de 2020 (dix en 1988). La superficie agricole utilisée est de 208 ha,,.

## Culture locale et patrimoine

### Lieux et monuments
- Quartiers : Rauquillous, Fontgrande, Cité Mosellane, Cité Jean Jaurès, Cote de Ginestet, Rieysses, Les Cureyes.
- La cité de Fontgrande appelé hameau de Fontgrande à l'origine. Cette cité ouvrière de mineurs fut créée entre 1920 et 1934 pour accueillir au départ les familles françaises d'ouvriers, d'employés mais aussi d'ingénieurs de la Société des mines de Carmaux. Lors du départ de nombreux jeunes français pour des métiers plus valorisants, mieux rémunérés mais surtout moins dangereux, la Société des Mines dépêcha des recruteurs en Asturies (Vallée du Nalon, Espagne), en Italie du Nord et accueillit les nouveaux travailleurs Polonais. Ils remplacèrent en partie les mineurs du Nord de la France qui, exilés durant la Première Guerre mondiale étaient venus travailler dans les Mines de Carmaux. À l’issue de la guerre, ils durent retourner dans leurs régions d’origine, occasionnant ainsi un manque de main-d’œuvre aux mines de Carmaux, accentué en outre par la mort de 300 mineurs carmausins pendant le conflit mondial. Ainsi, la Société des Mines de Carmaux décida la construction de nouveaux logements pour les héberger. La cité de Fontgrande est sans doute le plus luxueux de ces villages de mineurs carmausins et des deux premières cités construites à Saint-Benoît, la cité des Caves (1862) et la cité Sainte-Barbe (1862). D’une architecture typique des années 1920 – 1930, chaque maison du hameau propose deux logements symétriques et un jardinet mais certaines maisons sont à logement unique. La Société des Mines a été contrainte de fournir des écoles pour accueillir ces nouveaux arrivants dans la commune de Saint-Benoît de Carmaux. Après avoir utilisé provisoirement deux maisons de la Place du Marché transformées en écoles de filles et de garçons, la société se lance dès 1927 dans la construction d'un groupe scolaire de 12 classes accueillant les enfants depuis les classes enfantines jusqu'au certificat d'études primaires distingué à l’époque pour sa remarquable réalisation : un grand corps central de trois étages abritant l'administration et un logement de fonction, deux grandes ailes de 45 mètres sur trois niveaux (deux pour les classes et un pour la partie technique) coiffées d'un toit terrasse remplacé par la suite par une charpente métallique couverte de tuiles mécaniques et perpendiculairement, un grand préau d'une quarantaine de mètres de long avec une terrasse et son éphémère court de tennis qui n'a jamais servi. Le nouveau groupe scolaire a été ouvert lors de la rentrée scolaire 1930-1931 et inaugurée par le ministre de l’Instruction publique en juillet 1933. La Revue Manuel Général de l'Instruction Primaire datant de 1933 publie une photo d'enfants dans la cour de l'école et elle donne la légende : Fontgrande, une école moderne. Cour et préau du groupe scolaire de Fontgrande édifié par la Société des Mines de Carmaux. La terrasse qui surplombe le préau est utilisée pour l'enseignement en plein air. Le groupe a été visité, en août dernier par M. le Ministre de l'Instruction publique.
- L'église Saint-Benoît de Saint-Benoît-de-Carmaux.
- L'ancienne mairie (maison des associations).
- Statues : À la terre d'Alfred Boucher (Cité Jean Jaurès) ; Maternité de Paul Dubois.
- Parcs : Parc Robespierre ; Parc de la Planquette.

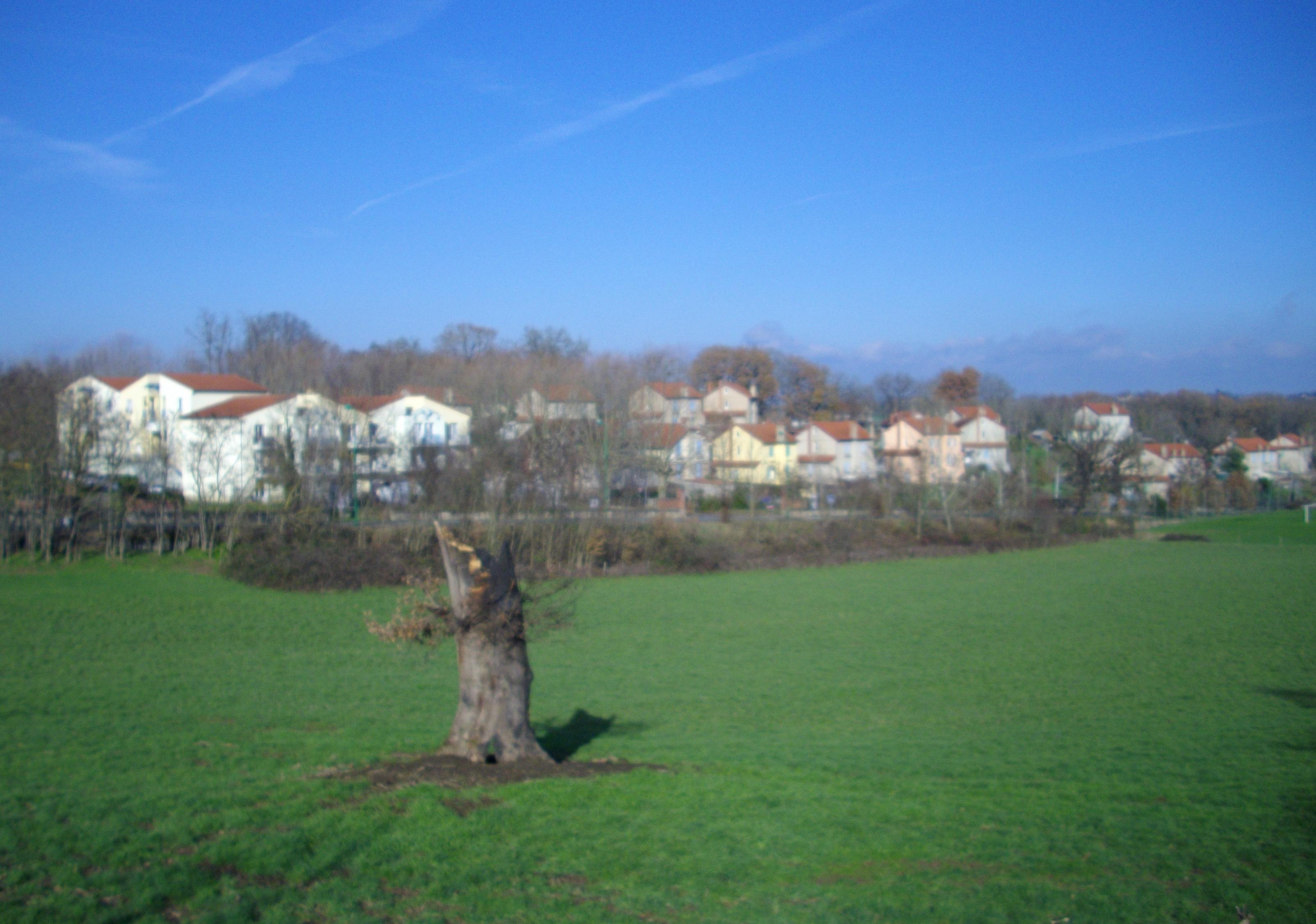
Vue sur Fontgrande.
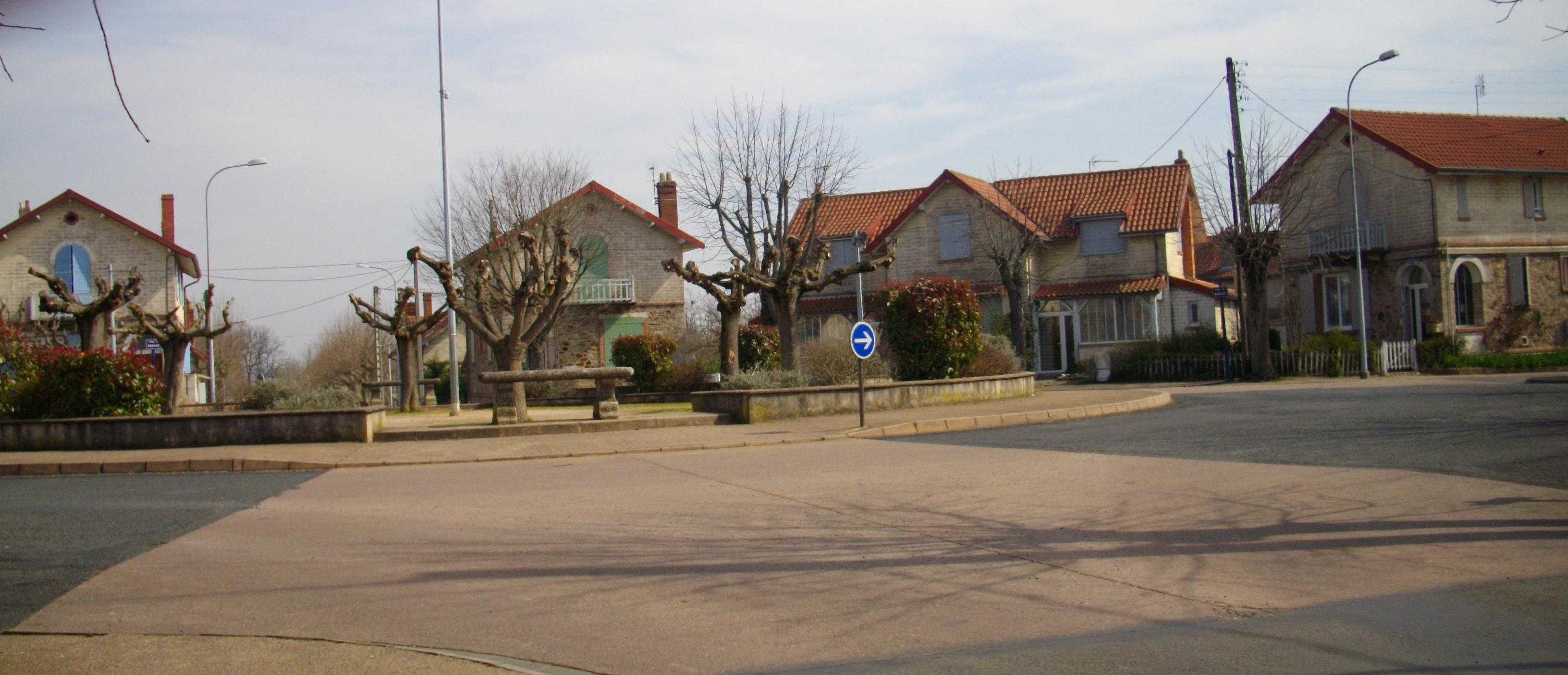
Maisons de Fontgrande.
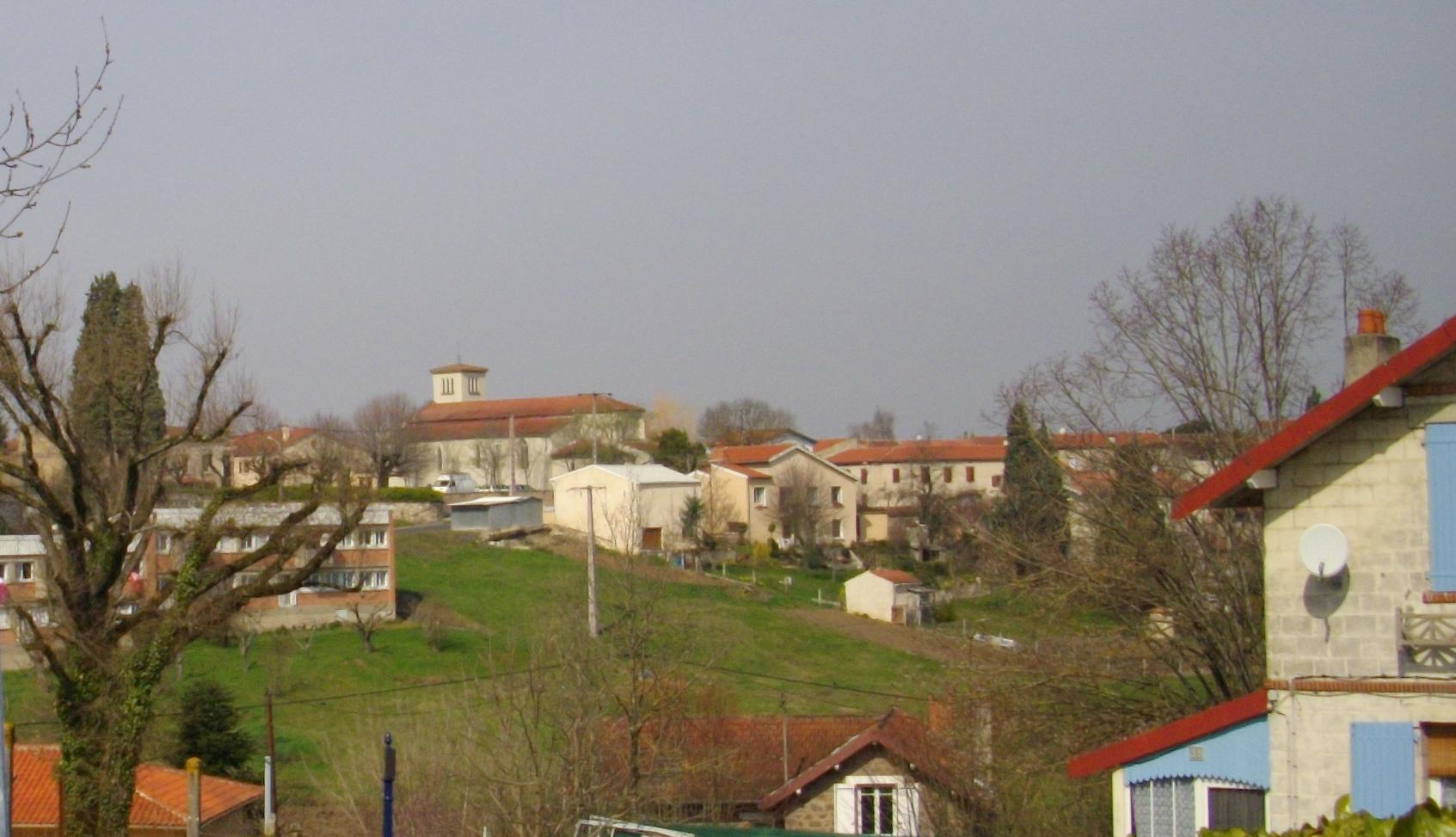
Saint-Benoît avec vue sur l'église
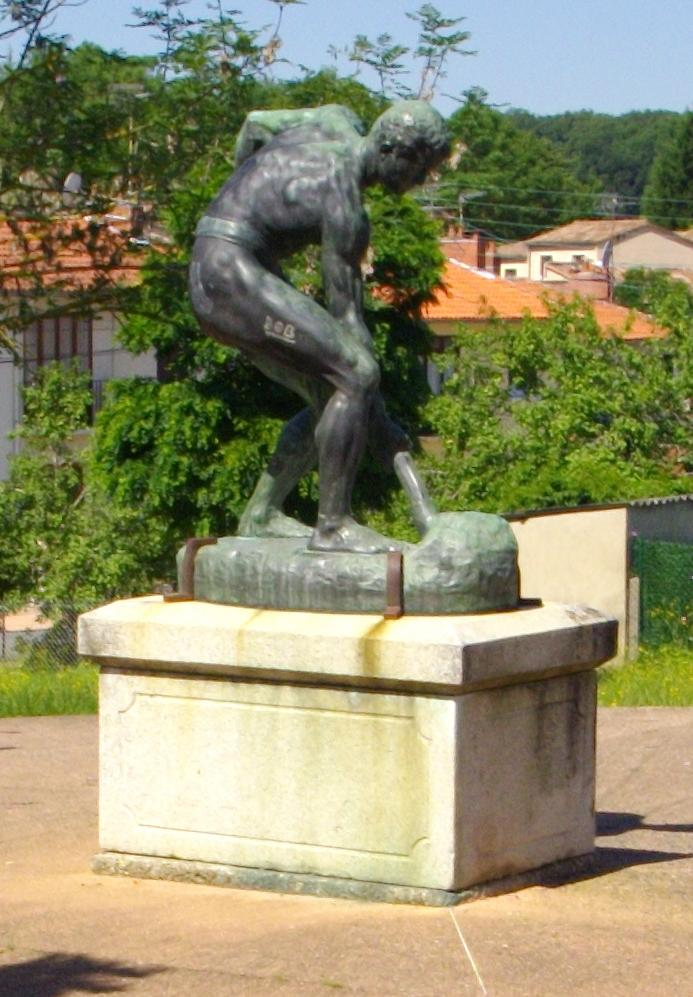
À la terre (Alfred Boucher).

## Vie pratique

### Enseignement
Saint-Benoît-de-Carmaux fait partie de l'académie de Toulouse.
L'éducation est assurée sur la commune  par le groupe scolaire de Fontgrande.

## Faits divers
Début 2017, les restes d'os de jambe et de bras ont été retrouvés dans un bidon d'acide dans une maison au lieu-dit la Peyrotte sur la commune de Saint-Benoît-de-Carmaux. Après enquête, la police scientifique a découvert qu'il s'agissait de Roger Memoli, un ancien truand marseillais ayant passé 22 ans derrière les barreaux et domicilié à Albi après sa sortie de prison en 2015. Memoli, impliqué dans la guerre des cliniques marseillaises dans les années 80, était porté disparu depuis 2016.
A ce moment, Yves Costamagno dit le Marseillais, ancien infirmier ayant fait 23 ans de prison pour assassinat, est placé sous surveillance. Il s'avère qu'il était le propriétaire de la maison où les restes de Roger Memoli ont été retrouvés. De plus, les deux hommes s'étaient croisés en prison et devenus amis. Le mystère reste entier puisque Costamagno, est décédé d'un AVC à son fameux domicile à l'âge de 70 ans.